# Gobemouche drongo
Melaenornis edolioides
Espèce
Statut de conservation UICN

 LC  : Préoccupation mineure
Le Gobemouche drongo (Melaenornis edolioides) est une espèce d’oiseaux de la famille des Muscicapidae.

## Description
Le Gobemouche drongo mesure 20 cm de long, entièrement noir à l'âge adulte. Il est grand pour un gobemouche, et tient sa longue queue relevée. Cette queue à l'extrémité carrée permet de distinguer cette espèce de deux autres insectivores entièrement noirs, le Drongo brillant et le Drongo de Ludwig à la queue plus courte et aux yeux rouges.
Les juvéniles sont brun-noirâtre avec des dégradés de chamois.

## Écologie et comportement

### Chant
Le chant de ce gobemouche est simple et musical, son chant d'appel est un petit tsee-whee.

### Reproduction
Il niche dans un trou ou réutilise le vieux nid d'une autre espèce, et pond deux ou trois œufs. La reproduction se produit lors de la saison humide.

## Répartition et habitat
Son aire s'étend du Sénégal à l'Éthiopie et au sud jusqu'au nord de la RDC et de la Tanzanie ; il fréquente les zones humides boisées ou cultivées.